# Großotten
Großotten ist eine Ortschaft und eine Katastralgemeinde der Gemeinde Großschönau im Bezirk Gmünd in Niederösterreich mit 130 Einwohnern (Stand 1. Jänner 2024).

## Geografie
Das Dorf befindet sich östlich von Großschönau am Ottenbach. Der Ort liegt an der Landesstraße L72, von der hier die L8228, die L8303 und die L8310 abgehen. Am 1. April 2020 umfasste die Ortschaft 43 Adressen.

## Siedlungsentwicklung
Zum Jahreswechsel 1979/1980 befanden sich in der Katastralgemeinde Großotten insgesamt 43 Bauflächen mit 18.555 m² und 7 Gärten auf 1.687 m², 1989/1990 waren es 42 Bauflächen. 1999/2000 war die Zahl der Bauflächen auf 106 angewachsen und 2009/2010 waren es 60 Gebäude auf 114 Bauflächen.

## Geschichte
Im Jahr 1822 wurde der Ort als Dorf mit 26 Häusern genannt, das nach Großschönau eingepfarrt war, wohin auch die Kinder eingeschult wurden. Die Herrschaft Zwettl besaß die Ortsobrigkeit, besorgte die Konskription und hatte die Grundherrschaft inne. Die Landgerichtsbarkeit wurde von der Herrschaft Weitra ausgeübt.
Laut Adressbuch von Österreich waren im Jahr 1938 in der Ortsgemeinde Großotten ein Gastwirt, ein Müller, ein Schmied, ein Viehhändler und mehrere Landwirte ansässig. Im Rahmen der Niederösterreichischen Kommunalstrukturverbesserung trat per 1. Jänner 1970 die damalige Ortsgemeinde zusammen mit Friedreichs der Gemeinde Großschönau bei.

## Landwirtschaft
Die Katastralgemeinde ist landwirtschaftlich geprägt. 318 Hektar wurden zum Jahreswechsel 1979/1980 landwirtschaftlich genutzt und 158 Hektar waren forstwirtschaftlich geführte Waldflächen. 1999/2000 wurde auf 309 Hektar Landwirtschaft betrieben und 165 Hektar waren als forstwirtschaftlich genutzte Flächen ausgewiesen. Ende 2018 waren 296 Hektar als landwirtschaftliche Flächen genutzt und Forstwirtschaft wurde auf 167 Hektar betrieben. Die durchschnittliche Bodenklimazahl von Großotten beträgt 23,5 (Stand 2010).